# 梅日吉里亞 (莫納斯特里斯卡區)
49°2′58″N 24°58′3″E / 49.04944°N 24.96750°E
梅日吉里亞（烏克蘭語：Межигір'я），是烏克蘭的村落，位於該國西部捷爾諾波爾州，由喬爾特基夫區負責管轄，始建於十六世紀，面積3.05平方公里，2014年人口221，人口密度每平方公里72.5人。